# Global 200
La global 200 è una lista di ecoregioni, redatta dal WWF, che suddivide la biosfera in ecozone geografiche e biomi; ecozone e biomi sono inoltre inseriti in tre dominiː terrestre, marino e delle acque dolci. 
Le ecoregioni che elenca sono considerate prioritarie per la conservazione. Si tratta di 238 ecoregioni dette "Ecoregioni globali": 142 ecoregioni terrestri, 53 ecoregioni marine e 43 ecoregioni di acqua dolce. In Italia sono presenti 3 delle ecoregioni globali suddette. L'individuazione delle 238 ecoregioni globali è avvenuta tramite l'applicazione di un processo chiamato "conservazione ecoregionale".

## Domini, biomi ed ecozone identificati nella lista Global 200
1.Foreste pluviali di latifoglie tropicali e subtropicali
     2.Foreste aride di latifoglie tropicali e subtropicali
     4.Foreste di latifoglie e foreste miste temperate
     6.Taiga
     7.Praterie, savane e macchie tropicali e subtropicali
     8.Praterie, savane e macchie temperate
     11.Tundra
     12.Foreste, boschi e macchia mediterranea
     13.Deserti e macchia xerofila
     Calotta polare
     9.Praterie e savane inondabili
     14.Mangrovie
     3.Foreste di conifere tropicali e subtropicali
     5.Foreste di conifere temperate
     10.Praterie e boscaglie montane

I biomi terrestri secondo la lista "Global 2000"
1.Foreste pluviali di latifoglie tropicali e subtropicali
2.Foreste aride di latifoglie tropicali e subtropicali
4.Foreste di latifoglie e foreste miste temperate
6.Taiga
7.Praterie, savane e macchie tropicali e subtropicali
8.Praterie, savane e macchie temperate
11.Tundra
12.Foreste, boschi e macchia mediterranea
13.Deserti e macchia xerofila
Calotta polare
Biomi di limitata estensione
9.Praterie e savane inondabili
14.Mangrovie
Biomi d'altitudine:
3.Foreste di conifere tropicali e subtropicali
5.Foreste di conifere temperate
10.Praterie e boscaglie montane

Il primo passo è stato quello di suddividere l'intera biosfera in "regni" o "domini". Sono quindi stati individuati un dominio terrestre, un dominio marino e un dominio delle acque dolci. 
Ciascun dominio è poi stato suddiviso secondo due criteri distinti e non sovrapponibiliː su base geografica, ogni dominio è suddiviso in varie ecozone, su base biologica ogni dominio è invece suddiviso in vari biomi.
- Il dominio terrestre è stato suddiviso in otto ecozone geografiche e quattordici biomi portando alla definizione di 387 ecoregioni terrestri. I biomi identificati sonoː Foreste pluviali di latifoglie tropicali e subtropicali; Foreste aride di latifoglie tropicali, subtropicali e monsoniche; Foreste di conifere tropicali e subtropicali; Foreste di latifoglie e foreste miste temperate; Foreste di conifere temperate; Taiga; Praterie, savane e macchie tropicali e subtropicali; Praterie, savane e macchie temperate; Praterie e savane inondabili; Praterie e boscaglie montane; Tundra; Foreste, boschi e macchia mediterranea; Deserti e macchia xerofila; Mangrovie.
- Il dominio marino presenta, rispetto agli altri domini, delle unità ecologiche molto più grandi e con dinamiche temporali più ampie, pertanto le ecoregioni delineate da Global 200 sono derivate da una visione più sintetica delle schematizzazioni classiche disponibili.[2] In questa visione vengono quindi utilizzati cinque principali biomi marini: Bioma polare; Piattaforme continentali e mari temperati; Zone di risalita temperate; Zone di risalita tropicali; Barriere coralline. Questa mappatura di base non copre gli ecosistemi di acque profonde (vale a direː zone pelagiche, zone abissali, e fosse oceaniche). Anche per la suddivisione geografica è stata utilizzata una schematizzazione leggermente diversa da quella classica impiegando 13 zone denominate: Antartico; Artico; Mediterraneo; Atlantico settentrionale temperato; Indo-Pacifico settentrionale temperato; Oceano meridionale; Atlantico meridionale temperato; Indo-Pacifico meridionale temperato; Indo-Pacifico centrale; Indo-Pacifico orientale ; Atlantico tropicale orientale; Indo-Pacifico occidentale; Atlantico tropicale occidentale.[3][4]
- Il dominio delle acque dolci è stato suddiviso in dodici o sette biomi, a seconda delle fonti[5][6]. Per la suddivisione geografica si è invece impiegato lo schema della 8 ecozone terrestri[7]. Elenco a dodici biomiː Grandi laghi; Grandi delta; Bacini montani; Bacini di isole oceaniche; Fiumi delle coste temperate; Fiumi delle coste tropicali e subtropicali; Alto corso dei fiumi temperati; Alto corso dei fiumi tropicali e subtropicali; Fiumi di aree alluvionali e zone umide temperate; Fiumi di aree alluvionali e zone umide tropicali e subtropicali; Bacini xerici ed endoreici; Fiumi artici. Elenco a sette biomiː Grandi fiumi; Alto corso dei grandi bacini fluviali; Delta dei grandi fiumi; Fiumi minori; Grandi laghi; Laghi minori; Bacini xerici.

## Selezione delle ecoregioni Global 200
Una prima lista di 233 ecoregioni globali venne presentata nel 1998 da David Olson ed Eric Dinerstein, due studiosi del WWF. Un aggiornamento di questa lista venne prodotto dagli stessi studiosi nel 2002 con quella che è la versione attuale contenente 238 ecoregioni.
La definizione di queste ecoregioni passa attraverso un processo di stratificazione e selezione operato a partire dalla base di tutte le ecoregioni.
Una volta definite le ecoregioni di base si è operato un processo di selezione allo scopo di identificare le ecoregioni più significative per ciascun tipo di habitat e nel dominio biogeografico di appartenenza. Allo scopo sono stati definiti i seguenti criteri:
- ricchezza di specie e endemismi presenti nella regione (species richness and endemism );
- maggiore unicità tassonomica a livello famiglia o genere (higher taxonomic uniqueness);
- fenomeni ecologici o evolutivi unici quali ad esempio migrazioni o fenomeni di radiazione evolutiva (unique ecological or evolutionary phenomena);
- rarità globale degli habitat considerati (global rarity)
- integrità di habitat e biota nell'ambito dello stesso bioma (intactness );
- rappresentatività ecologica e biologica degli habitat all'interno dell'ecozona (representation).

A questi parametri è stato assegnato un peso e sono stati misurati per ciascuna ecoregione, al fine di determinare un indicatore chiamato Biological Distinctiveness Index (BDI).
Un ulteriore parametro preso in considerazione ai fini della selezione delle ecoregioni è lo stato di conservazione. Per la sua valutazione sono stati utilizzati i seguenti criteri:
- perdita di habitat;
- dimensione delle zone di habitat esistenti;
- grado di frammentazione dell'habitat;
- aree protette esistenti;
- pericoli futuri.

Anche a questi parametri sono stati assegnati dei pesi (diversi fra ecoregioni terrestri, marine e di acqua doilce) e attributi quindi dei valori al fine di misurare un indice chiamato Conservation Status Index (CSI). Per quanto riguarda la selezione delle Global 200, le ecoregioni sono state classificate in termini di stato di conservazione considerando una prospettiva dei prossimi 40 anni. Al termine è stato assegnato all'ecoregione un indice che ricade in una delle seguenti tre grandi categorie: critica/in via di estinzione (CE), vulnerabile (V), relativamente stabile/relativamente intatta (RS).

## Ecoregioni globali
L'applicazione del processo descritto in precedenza ha condotto alla identificazione di 238 ecoregioni globali la cui biodiversità e livello di rappresentatività sono eccezionali o significativi su scala globale. Si tratta di 142 (60%) ecoregioni terrestri, 53 (22%) ecoregioni d'acqua dolce, e 43 (18%) ecoregioni marine.
Le ecoregioni terrestri sono più numerose di quelle gli altri regni, in parte perché in esse vi sono maggiori endemismi che nel biota marino e in quello delle acque dolci, ma anche per una minore disponibilità di informazioni sulla biodiversità delle regioni marine e di acqua dolce.

## Global 200 in Italia
L'Italia è interessata da 3 delle ecoregioni globali della lista Global 200, le prime due sono terrestri, la terza marina:
- Ecoregione n. 77 - Foreste miste montane dell'Europa mediterranea (European-Mediterranean Montane Mixed Forests). Si tratta di una regione molto vasta che comprende le aree forestali montane di Pirenei, Alpi, Carpazi, Balcani, Rodopi, nonché le aree montane più elevate degli Appennini centrali e dell’Atlante, ed una parte dei monti della Crimea e del Caucaso. Queste aree sono caratterizzate da formazioni di conifere e di foreste miste e di latifoglie. È composta da 8 ecoregioni terrestri:
  - PA0501 - Foreste di conifere e foreste miste delle Alpi
  - PA0504 - Foreste di conifere montane dei Carpazi
  - PA0513 - Foreste di conifere e miste del Mediterraneo
  - PA0401 - Foreste montane decidue degli Appennini
  - PA0416 - Complesso forestale submediterraneo della Crimea
  - PA0418 - Foreste miste delle Alpi Dinariche
  - PA0433 - Foreste miste e di conifere dei Pirenei
  - PA0435 - Foreste montane miste dei Rodopi
- Ecoregione n. 123 - Formazioni forestali mediterranee (Mediterranean Forests, Woodlands, and Scrub). Anche questa è una regione molto vasta che include le aree forestali e di macchia mediterranea del Bacino Mediterraneo, della Penisola Iberica, dell'Italia, del Maghreb e della Turchia. Comprende tutte le ecoregioni terrestri del bioma Foreste, boschi e macchie mediterranee della zona Paleartica.
  - PA1201 - Foreste sclerofille e miste dell'Egeo e della Turchia occidentale
  - PA1202 - Foreste miste di conifere e decidue dell'Anatolia
  - PA1203 - Foreste e boschi secchi delle isole Canarie
  - PA1204 - Foreste montane miste e di latifoglie della Corsica
  - PA1205 - Foresta mediterranea di Creta
  - PA1206 - Foresta mediterranea di Cipro
  - PA1207 - Foreste di conifere, sclerofille e latifoglie del Mediterraneo orientale
  - PA1208 - Foreste di conifere iberiche
  - PA1209 - Foreste decidue e sclerofille iberiche
  - PA1210 - Foreste decidue illiriche
  - PA1211 - Foreste di sclerofille e semidecidue dell'Italia
  - PA1212 - Boschi secchi mediterranei di Acacia-Argania e macchie di succulente
  - PA1213 - Steppa arbustiva mediterranea
  - PA1214 - Boschi e foreste mediterranei
  - PA1215 - Foreste mediterranee della Spagna nord-orientale e Francia meridionale
  - PA1216 - Foreste montane della penisola iberica nord-occidentale
  - PA1217 - Foreste miste del Pindo
  - PA1218 - Foreste montane miste dell'Appennino meridionale
  - PA1219 - Boschi e arbusteti iberici sud-orientali
  - PA1220 - Foreste di conifere e decidue dell'Anatolia meridionale
  - PA1221 - Foreste sclerofille e miste iberiche sud-occidentali
  - PA1222 - Foreste sclerofille e miste tirreno-adriatiche
- Ecoregione n. 199 - Mar Mediterraneo (Mediterranean Sea). Comprende le aree marine del Bacino Mediterraneo dallo Stretto di Gibilterra, allo stretto del Bosforo. È una regione ricca di endemismi ed è biologicamente distinta dall'Oceano Atlantico adiacente. Fra gli endemismi è particolarmente importante la posidonia oceanica le cui praterie costituiscono l'habitat naturale per numerose specie marine, in particolare pesci, crostacei e tartarughe marine. Vi sono anche alcune specie in via di estinzione fra cui la foca monaca mediterranea (Monachus monachus). La regione appartiene al bioma Piattaforme continentali e mari temperati e comprende 7 ecoregioni marine:
  - 30 - Mare Adriatico
  - 31 - Mare Egeo
  - 32 - Mar di Levante
  - 33 - Plateau tunisino/Golfo della Sirte
  - 34 - Mare Ionio
  - 35 - Mediterraneo occidentale
  - 36 - Mare di Alboran

## Global 200 in Europa
L'Europa è interessata da 9 ecoregioni globali, le tre che interessano l'Italia e altre sei. Ci sono tre ecoregioni terrestri, tre ecoregioni d'acqua dolce e tre ecoregioni marine.
Ecoregioni terrestri
- Ecoregione n. 77 - Foreste miste montane dell'Europa mediterranea
- Ecoregione n. 115 - Taiga e tundra alpina finno-scandinava
- Ecoregione n. 123 - Formazioni forestali mediterranee

Ecoregioni d'acqua dolce
- Ecoregione n. 159 - Delta del fiume Danubio
- Ecoregione n. 180 - Fiumi e ruscelli dei Balcani
- Ecoregione n. 195 - Acque dolci dell’Anatolia

Ecoregioni marine
- Ecoregione n. 198 - Mari di Barens e Kara
- Ecoregione n. 199 - Mar Mediterraneo
- Ecoregione n. 200 - Piattaforma continentale dell’Atlantico nord-orientale